# Sirinhaém (kommun i Brasilien)
Sirinhaém är en kommun i Brasilien.   Den ligger i delstaten Pernambuco, i den östra delen av landet, 1 600 km nordost om huvudstaden Brasília. Antalet invånare är 40 852.
Följande samhällen finns i Sirinhaém:
- Sirinchajem

Omgivningarna runt Sirinhaém är en mosaik av jordbruksmark och naturlig växtlighet.